# Chinatown, London

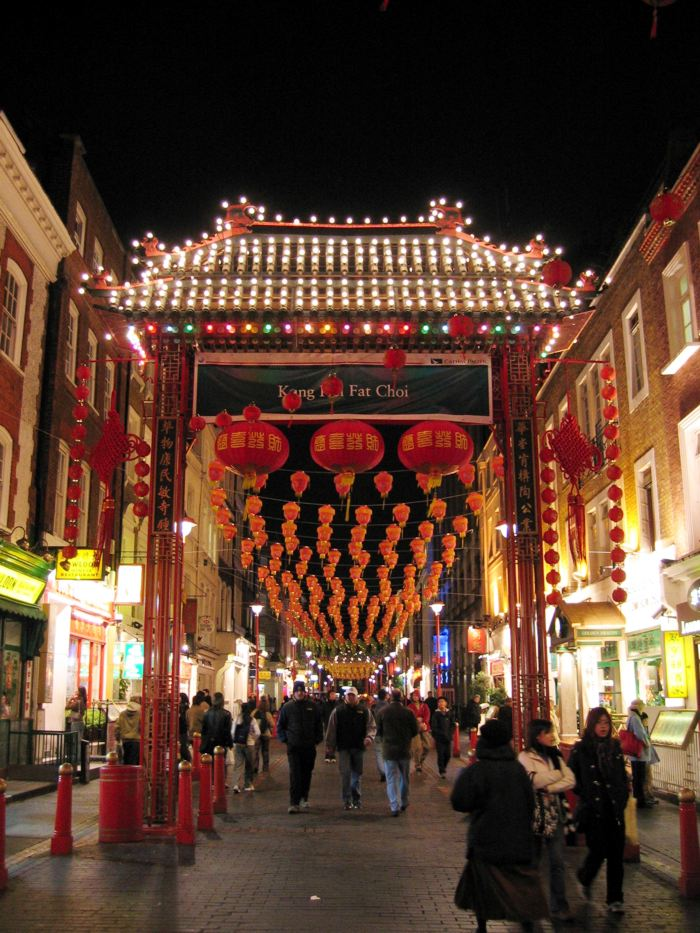
Början av Gerrard Street.

Chinatown i London ligger i Soho och gatorna runt Gerrard Street. Sedan 1800-talet bodde kineser vid Limehouse norr om Docklands. På 1950-talet flyttade många av dem till Soho, och där skapades Chinatown. I Chinatown finns många affärer av kinesisk typ.